# 水上遊樂園

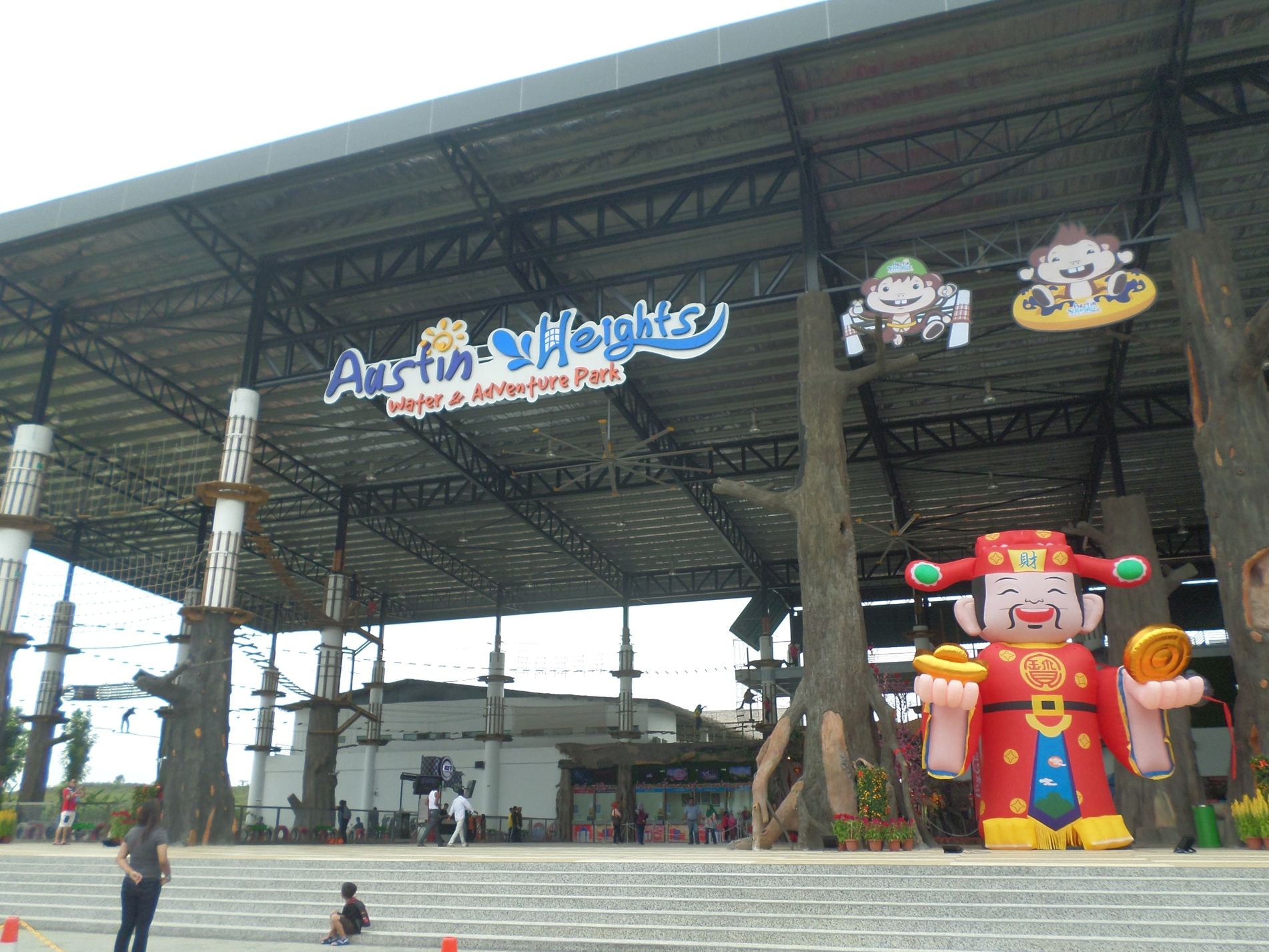
水上遊樂園

水上遊樂園简称水上乐园，是遊樂園的一種，遊樂設施以水上為主題。

## 設施
水上遊樂園主要有幾種設施，包括造浪池、滑水道、飄流河等。

### 滑水道
分為外露式與封閉式兩種，外露式可以觀看外面的景觀，而封閉式則像隧道一樣，是一條粗水管。

### 造浪池
造浪池有人造浪。

### 漂流河
漂流河以人造浪製造一鼓水流，讓遊客在水中漂流。

## 各地水上遊樂園

### 亞洲

#### 中國大陸
- 夢幻水城
- 長隆水上樂園
- 水立方嬉水乐园
- 广州融创水世界

#### 香港
- 香港海洋公園水上樂園

#### 臺灣
- 八仙海岸（已停止營運）1989年-2015年
- 六福村1979年
- 麗寶樂園
- 劍湖山世界

#### 日本
- 東京夏地 1967年7月8日開始營運
- 橫浜八景島海樂園 1993年5月8日開始營運
- 豊島園 1926年開幕－第二次世界大戰／1946年－2020年8月31日
- 西武園ゆうえんち一西武園遊園地 1950年1月25日開始營運
- 大磯長岸 1957年－2011年
- 江戶川水上遊樂園 1984年－2013年